# Bhokardan
Bhokardan là một thành phố và là nơi đặt hội đồng đô thị (municipal council) của quận Jalna thuộc bang Maharashtra, Ấn Độ.

## Địa lý
Bhokardan có vị trí 20°16′B 75°46′Đ / 20,27°B 75,77°Đ Nó có độ cao trung bình là 587 mét (1925 foot).

## Nhân khẩu
Theo điều tra dân số năm 2001 của Ấn Độ, Bhokardan có dân số 16.950 người. Phái nam chiếm 53% tổng số dân và phái nữ chiếm 47%. Bhokardan có tỷ lệ 62% biết đọc biết viết, cao hơn tỷ lệ trung bình toàn quốc là 59,5%: tỷ lệ cho phái nam là 70%, và tỷ lệ cho phái nữ là 54%. Tại Bhokardan, 17% dân số nhỏ hơn 6 tuổi.